# 春光乍現
《春光乍現》（英語：Blow-up）是義大利導演米開朗基羅·安東尼奧尼於1966年所執導的電影，這是安東尼奧尼第一部英語電影。本片劇情受到阿根廷作家胡利奧·科塔薩爾短篇小說《惡魔的夢囈》（Las babas del diablo）以及英國攝影師David Bailey的一生所啟發。爵士鋼琴家賀比·漢考克為電影配樂。
本片在第21屆坎城影展獲得最高榮譽金棕櫚獎，在票房上也取得極大的成功。

## 劇情
湯瑪斯是倫敦相當著名的年輕攝影師，自視甚高且玩世不恭，許多模特兒趨之若鶩想要被他拍照；有一天湯瑪斯在一個靜謐的公園看到一對男女在談情，他拍了數張他們的照片後被那個女子發現。女子希望湯瑪斯可以把照片給她，甚至願意用身體交換，湯瑪斯故意給她假的底片，他把照片洗出來發現照片內有異處，他想盡辦法把照片放大後，發現旁邊樹叢竟有一個持槍男子。

## 獎項
| 獎項                 | 獎項             | 受獎者                                            | 階段／結果 |
| -------------------- | ---------------- | ------------------------------------------------- | ---------- |
| 第20屆坎城影展       | 金棕櫚獎         | 《春光乍現》                                      | 獲獎       |
| 第39屆奧斯卡金像獎   | 最佳導演         | 米開朗基羅·安東尼奧尼                             | 提名       |
| 第39屆奧斯卡金像獎   | 最佳原著劇本     | 米開朗基羅·安東尼奧尼、Tonino Guerra、Edward Bond | 提名       |
| 第21屆英國電影學院獎 | 最佳英國電影     | 《春光乍現》                                      | 提名       |
| 第21屆英國電影學院獎 | 最佳英國美術設計 | Assheton Gorton                                   | 提名       |
| 第21屆英國電影學院獎 | 最佳英國攝影     | Carlo Di Palma                                    | 提名       |
| 金球獎               | 最佳外國英語片   | 《春光乍現》                                      | 提名       |

## 外部連結
- AllMovie上《春光乍現》的资料（英文）
- 互联网电影数据库（IMDb）上《春光乍現》的资料（英文）
- 豆瓣电影上《春光乍現》的資料 （简体中文）
- 爛番茄上《春光乍現》的資料（英文）